# Vasbygade
Vasbygade er en af de større indfaldsveje i København, som løber fra Kalvebod Brygge tæt ved centrum og til Sydhavnsgade i Sydhavnen. Gaden er en del af Ring 2. På den nordlige side af gaden ligger blandt andet kontrol- og vedligeholdelsescentret for metrostrækningen Cityringen og hjemløseherberget Himmelekspressen. På den sydlige side ligger blandt andet H.C. Ørstedsværket.